# 夏美れい
夏美 れい（なつみ れい、本名：Emi Gahier（ガイエ絵美）、1977年10月22日 - ）は、日本の女優、モデル、ダンサー。東京都出身。オスカープロモーション所属。
身長164cm、B86cm、W58cm、H86cm。血液型AB型。

## 略歴
幼少より、ヤマハ音楽教室専門科にてピアノ、エレクトーン、シンセサイザー、ティンパニなどを学び、小・中学校ではブラスバンド部に所属、アルト/ソプラノサックスを担当する。特に作曲においてその才能を発揮、JOC（ジュニアオリジナルコンサート）に毎年出場し、関東大会へ選出されるも、怪我が原因で継続を断念する。その後も作曲は続け、明治学院高等学校の合唱コンクールに自身の作曲した曲で出場し3位に入賞する。
日本人離れしたゴージャスな容姿で、明治学院大学在学中にスカウトされグラビア、モデル業をスタート、ミス・インターナショナルファイナリスト（東日本代表）として美の親善大使に任命、2002 FIFAワールドカップキャンペーンガールやスーパー耐久シリーズレースクイーンなどを経て、2005年より女優活動を開始、時代劇から現代劇・ミュージカルまで幅広く活動。様々な舞台、映画、TV、CM、ラジオ等に出演。
クラシックで培われたリズム感を生かしダンスの分野でも活躍。官能的かつ情熱的なラテンダンスを得意とし、浅草サンバカーニバルでは優勝チームに参加、キューバ国立民族舞踊団にてサルサを学び、コシノジュンコのコレクションにダンサーとして出演、World Salsa Congress（サルサ世界大会in LA）にはアジア代表として出場経験を持つ。また、英国オックスフォード大学短期留学中に本場のボールルームダンスに魅せられ、ソシアルダンスを習得、2007年8月に行われたマイスターダンス選手権大会Latin American4種目総合の部で優勝。
舞台「黒革の手帖」から発足した芸能人アルゼンチンタンゴ部がきっかけとなり本格的にタンゴを習得、アジアチャンピオンとパートナーを組みショーや舞台へ多数出演。
日本舞踊（花柳流)の名取(名取名 花柳みれいゆ)でもある。

## 人物
- 漫画アクション「ルパン三世」の企画で峰不二子賞に選出されており、そのスタイルとセクシーな雰囲気から峰不二子の様だと形容されることもある。
- 趣味はピアノ・茶道（表千家）・チーズ＆ワイン・海外旅行・マリンスポーツ・読書
- 特技は料理・お菓子作りで、パンとお菓子の先生であった母親の影響で、家庭料理から本格的フランス料理までを学び、幅広いレパートリーを持つ。
- 資格は実用英語技能検定準2級・普通自動車免許・ヤマハ音楽能力検定ピアノ演奏グレード5級を有する。
- 自他共に認めるハート好きである。また、キラキラしたものと爬虫類をこよなく愛する。

## 出演作品

### テレビドラマ
- テレビ東京開局40周年記念 正月時代劇「国盗り物語」（2005年、テレビ東京） - 濃姫侍女 役
- 不毛地帯（2010年、フジテレビ）
- 八日目の蝉（2010年、NHK） - 看護師 役
- BOSS2（2011年、フジテレビ） - ホステス 役
- 全開ガール 第6話（2011年、フジテレビ） - TIFFANY店員 役
- 名探偵コナン「工藤新一への挑戦状」（日本テレビ）

### 映画
- GRENOUILLE DE CRYSTAL (Crystal Frog)（2019年、Slony Sow監督） - Waitress 役

“PARIS Art and Movie AWARDS”  
グランプリ(BEST FRENCH SHORT FILM)  受賞
- Les soupirs du langage（2017年、Slony Sow監督） - Rei 役

“ショートショートフィルムフェスティバル&アジア” Cinematic Tokyo部門ノミネート
- ギララの逆襲/洞爺湖サミット危機一発（2008年） - 通訳の女6 役

2008年  “ヴェネツィア国際映画祭” 
正式招待作品

### 舞台
- 五木ひろし特別公演〜朝の雪〜南部坂後日より（2005年、御園座） - 腰元竹野 役
- 3年B組金八先生 夏休みの宿題（2005年、御園座） - 介護士 浜崎清美 役
- 黒革の手帖（2006年・2009年、明治座） - カルネホステス 役
- 赤毛のアン（2008年、東京国際フォーラム） - ルビー 役
- サウンドオブミュージック（2008年、浦和パルコ劇場コムナーレ） - 修道女アガサ 役
- 千葉県環境サミットミュージカル地球は何処へ（2008年、若葉文化ホール） - 先生 役
- 日本舞踊「鷺娘」（2009年、国立劇場）
- 淑女のお作法（2010年、銀座みゆき館劇場） - 坂東典子 役（マナー研究家特別出演）、振付ダンス指導
- 国立パリ祭2010（アルゼンチンタンゴ、国立市民芸術小ホール）
- ”Ocean's Diary”『おだやかに にぎやかに』（2010年、中目黒ウッディシアター） - 主演・斉藤小町 役、振付ダンス指導
- TANGO MIRACLE（2010年、月島ホール / 2011年、赤坂区民ホール / 2012年、ヤクルトホール） - GYU＆夏美れい
- 古澤巌LIVE LOVE祭〜渋谷のバーレスク〜（2012年6月、オーチャードホール）

### テレビ番組
- ザ・ベストテン（TBS）
- ズームイン!!SUPER（日本テレビ）コシノジュンコゆかたコレクション
- 新・真夜中の王国（NHK-BS）World Salsa Congress
- ジャスト（TBS）ミス・インターナショナル大会密着取材
- トゥナイトII（テレビ朝日）ミス・インターナショナル大会密着取材
- J:COMTV『つながるセブン』ゲスト出演

### バラエティ
- 恋愛トークバラエティ『恋愛ミルフィーユ』（2010年、日本テレビ）

### CM
- KIRIN「のどごし〈生〉」秋冬篇
- ドモホルンリンクル『確かに違う』篇（2012年）

### ラジオ
- 尻ミッターフジオのラジプリ（札幌ラジオ:FM白石With-S） - ゲスト出演
- サントリー・サタデーウェイティングバー（TOKYO FM） - ゲスト出演
- SPARK CHANNEL（FM西東京） - ゲスト出演

### 広告・カタログ
- au by KDDI(Business au!）
- サントリー烏龍茶・コカコーラ・アクロストラベル
- 全世界発売Reebok Tシャツ大谷一生モデル
- TRAIN（ストッキングブランド”Stay Fit”）専属モデル

### 雑誌・新聞
- ヤングマガジン・ヤングサンデー・RQ A GO GO・漫画アクション「ルパン三世」グラビア
- ヴァンテーヌ　和文化特集
- 東京至極のレストラン2010年版巻頭
- 真の大人の隠れ家　SERECT100
- 日経トレンディ
- 週刊ホテルレストラン
- 週刊新潮インタビュー・週刊女性
- 読売新聞・朝日新聞・日本経済新聞・日経MJ、日刊スポーツ・スポーツニッポン、デイリースポーツ・日刊ゲンダイ・産経スポーツ他新聞各紙

### 写真集・DVD
- 写真集『Femme fatale〜運命の女〜/Rei Natsumi』
- DVD『Venus〜Glamorous body』

### ダンスショー・イベント
- ロレアル パリParty 2008(ハイアットリージェンシー東京)
- デヴィ夫人主催 "Christmas Party2010"Tango Show（青山迎賓館）
- 世代をつなぐ会「聖なる夜に愛を語る会2010」"Tango Show"(品川プリンスホテル)
- たかの友梨Birthday Party　”Tango Show”（恵比寿ウェスティンホテル）
- Sports of Heart（パラリンピアンズと文化の祭典　2012年3月）恵比寿ガーデンプレイス
- 東京オペラシティ15周年Anniversary event "Tango Show"
- 東京タンゴフェスティバル出演